# Accident de métro du 3 juillet 2006 à Valence
L'accident de métro du 3 juillet 2006 à Valence est un accident ferroviaire survenu sur la ligne 1 du métro de Valence en Espagne, le 3 juillet 2006 vers 13 heures.

## Description
Le déraillement du métro dans une courbe du tunnel entre les stations Jesús et Plaza de España entraîna la mort de 43 personnes et fit 47 blessés. La rame circulait à 80 km/h — soit deux fois la vitesse autorisée — au moment de l'accident.
La ville était alors en pleine effervescence car elle devait accueillir le pape Benoît XVI le week-end suivant,. Le président du gouvernement espagnol José Luis Rodríguez Zapatero a interrompu sa visite officielle en Inde pour se rendre auprès des victimes.
Cet accident est le deuxième plus meurtrier de l'histoire des accidents de métro, et le plus meurtrier depuis l'incendie du 10 août 1903 dans le métro de Paris.